# Aeroportul Tari
Aeroportul Tari (IATA: TIZ, ICAO: AYTA) este un aeroport din Hela Province⁠(d), Papua Noua Guinee. A fost numit după Tari⁠(d).
aeroportul dispune de o singură pistă.